# 쿠르트 요스

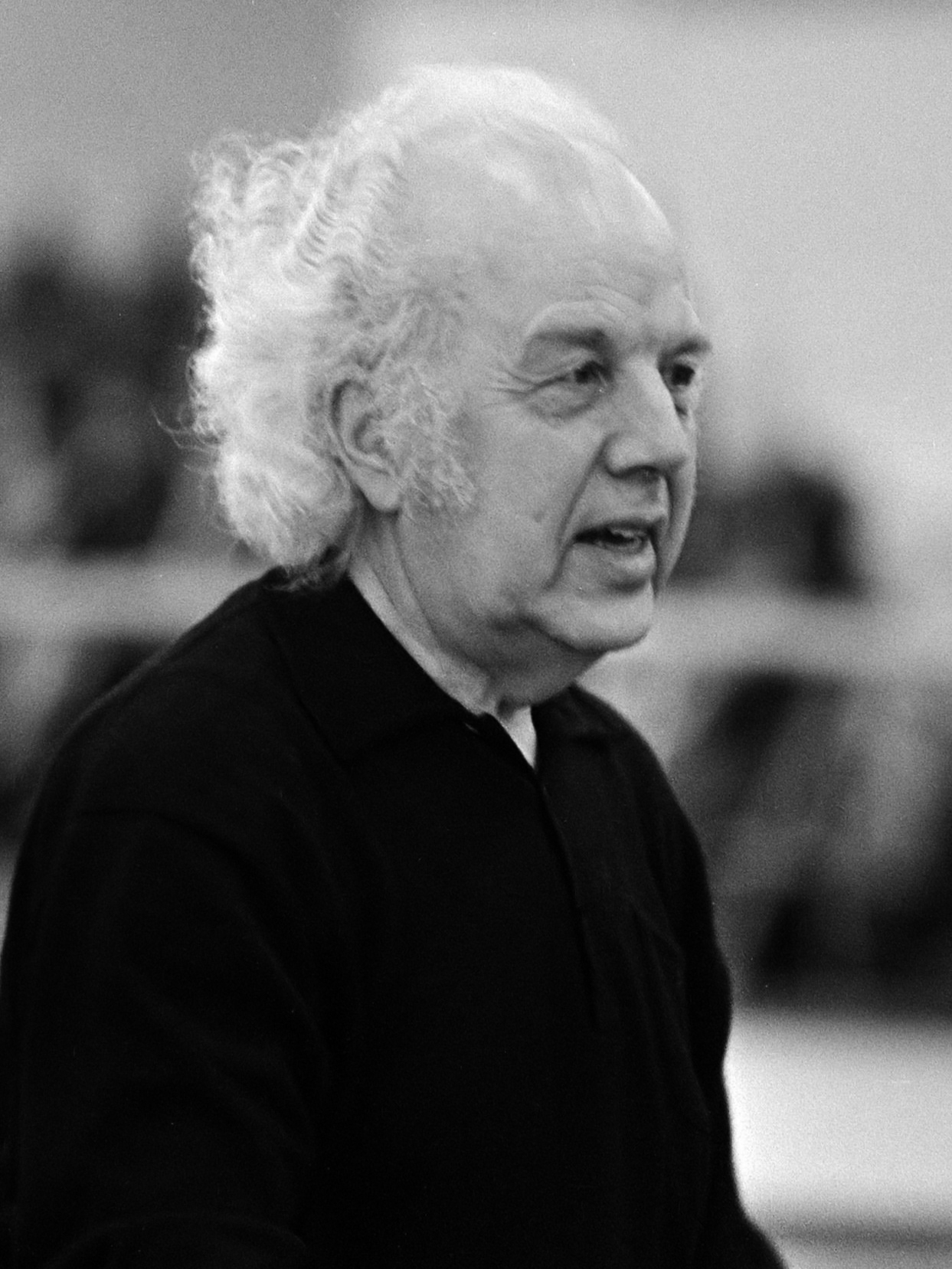
쿠르트 요스 (1971)

쿠르트 요스(Kurt Jooss, 1901년~1979년)는 쿠르트 요스 발레단의 주재자이기도 하다. 그는 독일인으로 1920년 이후에 라반의 문하생이 되었으며 또한 빈에서는 달크로즈의 지도를 받은 철두철미한 모던 댄서였다. 그러한 그가 발레단을 조직한 것은 1932년이었으며 그 해에 발레 수에드와의 창립자 롤프 드 마레가 창설한 파리의 국제무용 문고의 안무 경기대회에 참가, 자작의 발레 <초록빛 테이블>이 제1위로 우수상을 받았다. 이후 발레의 기법뿐만 아니라 독일 신무용의 표현법을 교묘하게 채택한 독특한 작품으로 일약 발레계의 각광을 받아 유럽 각지를 순회공연했다.